# Francisco Cordero
Pour les articles homonymes, voir Cordero.
Francisco Cordero (né le 11 mai 1975 à Saint-Domingue, République dominicaine) est un ancien lanceur de relève droitier des Ligues majeures de baseball.
Au poste de stoppeur, Cordero a accumulé 329 sauvetages durant sa carrière. Il compte trois sélections pour le match des étoiles (2004, 2007 et 2009). 

## Biographie

### Blue Jays de Toronto
Le 1er février 2012, Cordero se joint aux Blue Jays de Toronto après avoir signé un contrat de 4,5 millions de dollars pour une saison.
Cordero ne connaît pas une bonne première demie de saison avec les Jays. Il affiche une moyenne de points mérités de 5,77 après 34 manches et un tiers lancées en 41 sorties. L'équipe ne lui a permis que deux sauvetages. 

### Astros de Houston
Le 20 juillet 2012, les Blue Jays obtiennent le lanceur gaucher J. A. Happ et les droitiers Brandon Lyon et David Carpenter des Astros de Houston en leur cédant sept joueurs. Houston fait l'acquisition du releveur Francisco Cordero, du voltigeur Ben Francisco et de cinq athlètes évoluant en ligues mineures : le lanceur gaucher David Rollins, les droitiers Asher Wojciechowski, Kevin Comer et Joe Musgrove, et le receveur Carlos Pérez.
En six sorties pour les Astros, Cordero compte trois défaites et une moyenne de points mérités de 19,80. Il est libéré par le club le 10 septembre.

## Statistiques
En saison régulière
| Statistiques de lanceur |            |     |    |    |    |     |       |     |      |
| Saison                  | Équipe     | G   | GS | V  | D  | SV  | IP    | SO  | ERA  |
| 1999                    | Détroit    | 20  | 0  | 2  | 2  | 0   | 19.0  | 19  | 3,32 |
| 2000                    | Texas      | 56  | 0  | 1  | 2  | 0   | 77.1  | 49  | 5,35 |
| 2001                    | Texas      | 3   | 0  | 0  | 1  | 0   | 2.1   | 1   | 3,86 |
| 2002                    | Texas      | 39  | 0  | 2  | 0  | 10  | 45.1  | 41  | 1,79 |
| 2003                    | Texas      | 73  | 0  | 5  | 8  | 15  | 82.2  | 90  | 2,94 |
| 2004                    | Texas      | 67  | 0  | 3  | 4  | 49  | 71.2  | 79  | 2,13 |
| 2005                    | Texas      | 69  | 0  | 3  | 1  | 37  | 69.0  | 79  | 3,39 |
| 2006                    | Texas      | 49  | 0  | 7  | 4  | 6   | 48.2  | 54  | 4,81 |
| 2006                    | Milwaukee  | 28  | 0  | 3  | 1  | 16  | 26.2  | 30  | 1,69 |
| 2007                    | Milwaukee  | 66  | 0  | 0  | 4  | 44  | 63.1  | 86  | 2,98 |
| 2008                    | Cincinnati | 72  | 0  | 5  | 4  | 34  | 70.1  | 78  | 3,33 |
| 2009                    | Cincinnati | 68  | 0  | 2  | 6  | 39  | 66.2  | 58  | 2,16 |
| Totaux                  |            | 610 | 0  | 33 | 37 | 250 | 643.0 | 664 | 3,18 |